# Morkovice-Slížany
Morkovice-Slížany là một thị trấn thuộc huyện Kroměříž, vùng Zlínský, Cộng hòa Séc.